# 法律經濟學期刊
法律與經濟學期刊（Journal of Law and Economics）是一份由芝加哥大學出版社出版的學術期刊。 内容主要是發表有關監管的經濟分析及受監管公司的行為、立法與立法程序的政治經濟學、法律及金融、公司財務與治理，以及產業組織方面的文章。 該期刊亦是由芝加哥大學法學院所贊助。
法律與經濟學期刊由芝加哥大學的亞倫·戴雷科特校長於1958年創立，後來羅納德·科斯加入為共同編輯。本期刊也在法律經濟學領域的結構形成中發揮了重要的作用。

## 參閲
- 國際法律經濟學評論
- 法律經濟學及組織期刊
- 美國法律經濟學評論

## 外部連結
- 官方网站